# Ломпико (Калифорнија)
Ломпико (енгл. Lompico) насељено је место без административног статуса у америчкој савезној држави Калифорнија.

## Демографија
По попису из 2010. године број становника је 1.137.
| Група             | 2000.    | 2010.       |
| Белци             | 0 (0,0%) | 942 (82,8%) |
| Афроамериканци    | 0 (0,0%) | 6 (0,5%)    |
| Азијати           | 0 (0,0%) | 21 (1,8%)   |
| Хиспаноамериканци | 0 (0,0%) | 115 (10,1%) |
| Укупно            | 0        | 1.137       |